# Tziritzícuaro
Tziritzícuaro, también conocida como Nativitas, es una localidad mexicana situada en el municipio de Maravatío, en el estado de Michoacán de Ocampo. Posee una población de 1743 habitantes y está a 1962 m s. n. m.

## Población
| Año  | Habitantes Mujeres | Habitantes hombres | Total habitantes |
| ---- | ------------------ | ------------------ | ---------------- |
| 2020 | 923                | 820                | 1743             |
| 2010 | 789                | 703                | 1492             |
| 2005 | 737                | 659                | 1396             |